# Pseudanthistiria
Pseudanthistiria là một chi thực vật có hoa trong họ Hòa thảo (Poaceae).

## Loài
Chi Pseudanthistiria gồm các loài: